# Морис, Маттиас
Маттиас Морис (нем. Matthias Morys; 19 марта 1987, Вайблинген, ФРГ) — немецкий футболист, центральный нападающий клуба «Аален».

## Клубная карьера
Свою спортивную карьеру Морис начал в любительских футбольных клубах федеральной земли Баден-Вюртемберг, выступавших в низших дивизионах немецкого футбола. В 2006 году он был приглашён во вторую команду «Штутгарта» и отыграл за неё два сезона в южной Регионаллиге. Однако Морис не рассматривался в планах руководства клуба для участия в матчах основы в Бундеслиге, и Маттиас был выкуплен клубом «Киккерс» из Оффенбаха по настоянию тренера Ханса-Юргена Бойзена. 30 августа 2008 года Морис дебютировал на профессиональном уровне в матче новообразованной Третьей лиги против дрезденского «Динамо», отметившись жёлтой карточкой. За сезон Маттиас принял участие в 29 встречах, забив всего 4 мяча.
В летнее трансферное окно 2009 года Морис переехал в Болгарию в бургасский «Черноморец», что было частью политики тогдашнего спортивного директора клуба Фреди Бобича, делавшего ставку на приглашение немецких игроков. 9 августа 2009 года Маттиас дебютировал в первом же туре  чемпионата Болгарии против клуба «Черно море», выйдя на замену на 69-й минуте вместо Адриана Фернандеса. Уже в третьем туре Маттиас получил повреждение крестообразной связки и 3 сентября был вынужден отправиться на лечение в Штутгарт, выбыв из строя на три месяца до конца ноября. В первом же матче после возвращения на поле 22 ноября 2009 года против софийской «Славии» Морис забил свой первый мяч за клуб.
Тем не менее, за полтора сезона в «Черноморце» Маттиас сумел забить лишь три гола в 28 встречах, в которых принял участие, что послужило поводом к его продаже в «Аален» 9 января 2011 года. Под руководством Ральфа Хазенхюттля он сыграл 9 матчей и вместе с командой избежал вылета из Третьей лиги, но не получил предложения о продлении контракта и летом 2011 года перешёл в «Зонненхоф Гроссашпах», заключив однолетний контракт. За полтора сезона в Регионаллиге Морис сумел забить 27 мячей, став третьим лучшим бомбардиром лиги по итогам сезона 2011/12.
22 декабря 2012 года было объявлено о переходе Маттиаса в «РБ Лейпциг», с которым он подписал трудовое соглашение на срок до конца июня 2016 года. Вместе с командой Морис сумел за два сезона проделать путь от северо-восточной Регионаллиги до второй Бундеслиги, но из-за низкой результативности нападающего 15 января 2015 года он вновь оказался в «Зонненхоф Гроссашпахе», на сей раз на правах аренды до конца сезона.
26 июня 2015 года Морис снова оказался «Аалене», заключив контракт до лета 2017 года.